# (5224) Abbe
(5224) Abbe  es un asteroide perteneciente al cinturón de asteroides, descubierto el 21 de febrero de 1982 por Freimut Börngen desde el Observatorio Karl Schwarzschild, en Tautenburg Alemania.

## Designación y nombre
Abbe se designó inicialmente como 1982 DX3.
Más adelante fue nombrado en honor al físico, óptico y empresario alemán Ernst Abbe (1840-1905).

## Características orbitales
Abbe orbita a una distancia media del Sol de 2,2458 ua, pudiendo acercarse hasta 2,2258 ua y alejarse hasta 2,2657 ua. Tiene una excentricidad de 0,0088 y una inclinación orbital de 7,9350° grados. Emplea en completar una órbita alrededor del Sol 1229 días.

## Características físicas
Su magnitud absoluta es 14,4. Tiene 4,887 km de diámetro. Su albedo se estima en 0,169.